# Dolnoslezské bory
Dolnoslezské bory či lesy, polsky Bory Dolnośłąskie nebo historicky Puszcza Dolna, německy Niederschlesische Heide, jsou největší souvislý lesní komplex v Polsku, o ploše asi 1650 km². Prostírají se na západě Polska na pomezí Lubušského a Dolnoslezského vojvodství, přibližně mezi řekami Lužická Nisa (hranice s Německem) a Bobr. Jsou porostlé převážně borovicemi. Krajina je rovinatá nebo jen mírně zvlněná, celkově skloněná k severu. Převažující nadmořská výška je mezi 100 a 200 metry. Historicky tudy probíhala hranice mezi Lužicí a Slezskem. Lesem vede dálnice A18 na trase Berlín – Vratislav.
Celkově spíše suchým územím protéká několik řek (Kwisa, Czerna Wielka aj.) a je velmi řídce zalidněné, jen s několika malými městy (Iłowa, Gozdnica, železniční uzel Węgliniec). Větší města se nacházejí po okrajích lesa (Żary, Zaháň, Szprotawa, Bolesławiec). Na západním okraji je přeshraniční dvojměstí Łęknica / Bad Muskau.
Oblast je oblíbeným loveckým revírem. Žije zde množství lesní zvěře včetně vlků. Zdejší med má označení tradiční potraviny (Miód wrzosowy z Borów Dolnośląskich).
Nezanedbatelná část polesí je uzavřeným vojenským prostorem.

## Galerie

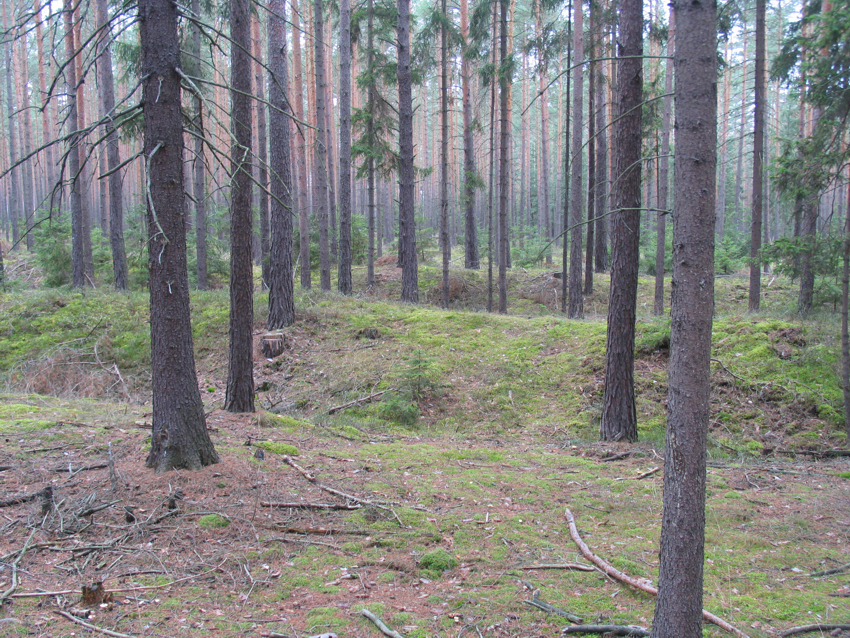
Slezské valy v Dolnoslezském boru
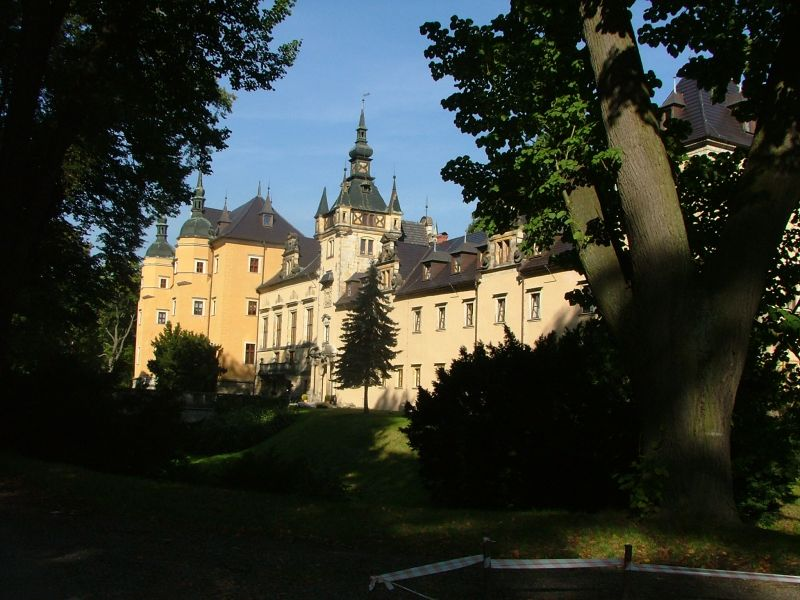
Zámek Kliczków nad Kwisou
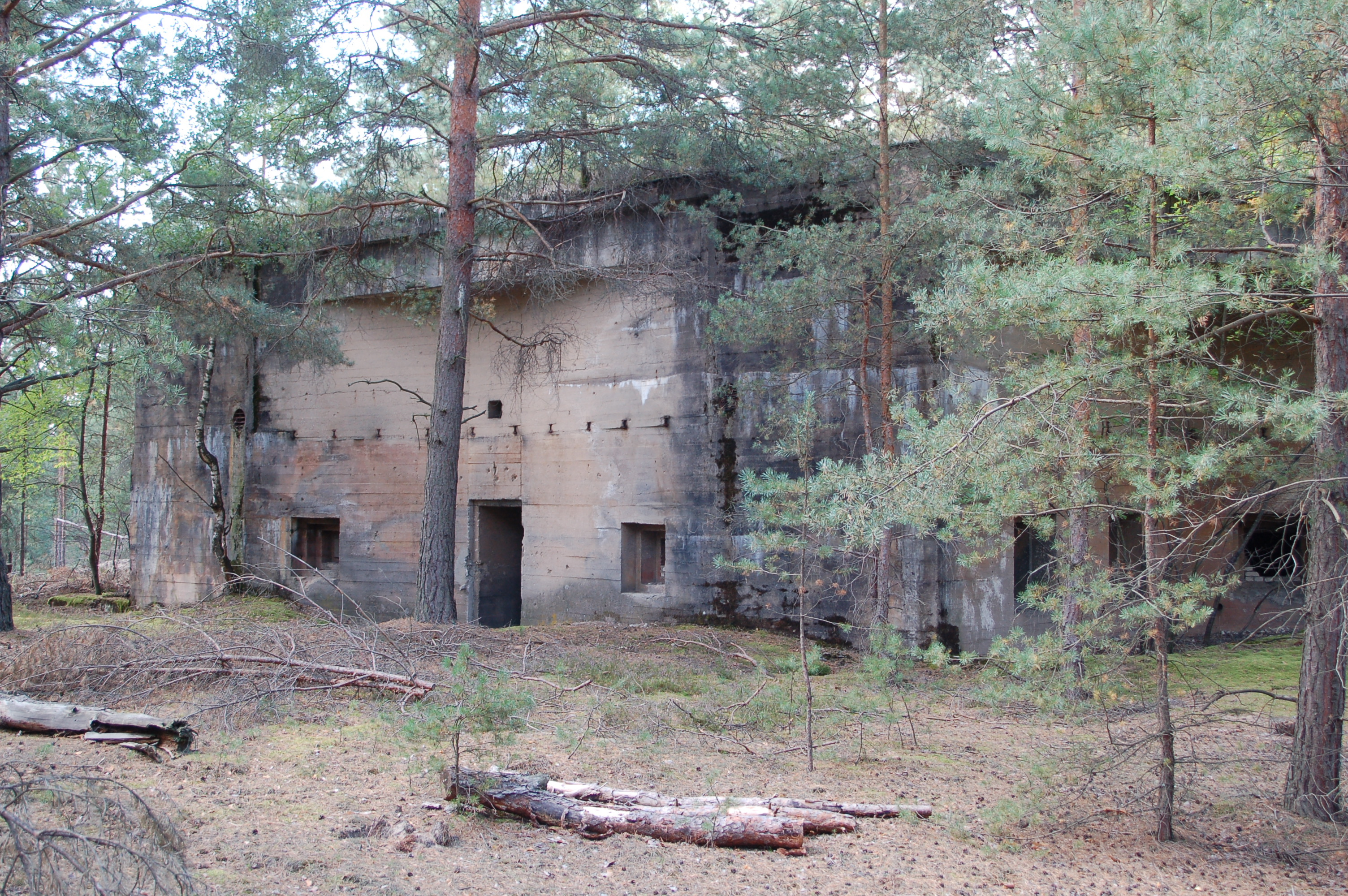
Německý bunkr z 2. světové války
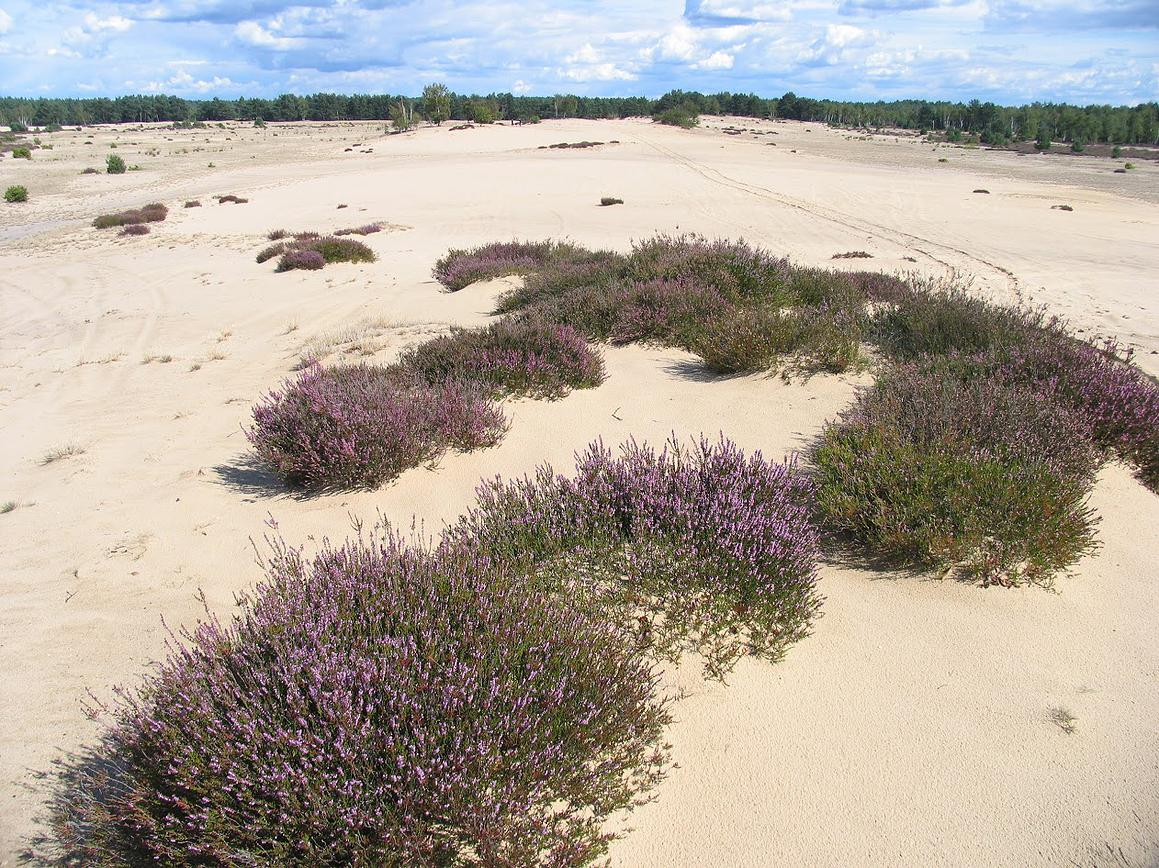
Písčina Pustynia Kozłowska